# Partiya Yekîtiya Demokrat

Flagge der Partiya Yekitîya Demokrat

Die Partiya Yekîtiya Demokrat (PYD; arabisch حزب الاتحاد الديمقراطي Ḥizb al-Ittiḥād ad-Dīmuqrāṭī), dt. Partei der Demokratischen Union, ist eine kurdische Partei in Syrien und Mitglied der syrischen Oppositionsgruppe Nationales Koordinationskomitee für Demokratischen Wandel. Die Partei gilt als Schwesterpartei der PKK, aus der sie hervorgegangen ist. Laut Satzung ist die PYD Teil der PKK. Die Vorsitzenden Salih Muslim und Asya Abdullah bestreiten hingegen, bis auf die ideologische Nähe, jegliche Beziehung zur PKK.
Von 2017 bis 2022 teilten sich Ayşe Hiso und Enver Muslim den Vorsitz der Partei. Im Juni 2022, beim 9. Kongress der PYD in Hesekê, wurden Asya Abdullah und Salih Muslim als Ko-Vorsitzende der Partei gewählt, die früher schon dieses Amt innehatten.

## Geschichte, Programm
Die Partei wurde im Jahre 2003 auf Beschluss der PKK gegründet und verfügt über keine legale Organisationsstruktur in Syrien. Ihre Ideologie entspricht dem Demokratischen Konföderalismus und damit der PKK-Linie. Hauptanliegen ist die Lösung der Kurdenfrage. Ihre Hauptforderungen sind laut Parteiprogramm unter anderem die Achtung der Menschenrechte, Gleichberechtigung von Mann und Frau, Freilassung politischer Gefangener, Meinungsfreiheit und die Abschaffung der Todesstrafe. In den von der PYD regierten Gebieten werden alle Führungsämter in der Politik, sowie auch in der Verwaltung, bei der Polizei oder an den Universitäten doppelt besetzt, jeweils von einem Mann und einer Frau. Und in den Gemeinderäten gilt eine Geschlechterquote von 40 %. Quoten gelten auch bei der politischen Inklusion von Ethnien und Religionsgemeinschaften in den Gemeindeverwaltungen.
Nachdem sich die Beziehungen zwischen der Türkei und Syrien verbessert hatten, verlegte sie ihren Schwerpunkt zunächst von der Bekämpfung der Türkei auf nationalistische Agitation unter den syrischen Kurden. Dafür zahlte sie einen hohen Preis: Im Jahr 2009 ergingen zwei Drittel aller Verurteilungen wegen illegaler Parteiaktivität unter syrischen Kurden gegen Mitglieder der PYD; und drei Viertel aller kurdischen Folteropfer waren PYD-Sympathisanten. Ihre Beziehung zu den anderen syrischen Kurdenparteien blieb trotzdem gespannt: Diese warfen ihr vor, in Fortsetzung der früheren PKK-Politik mit den syrischen Geheimdiensten zusammenzuarbeiten und Mitglieder anderer Gruppen einzuschüchtern und zu töten. Die PYD ihrerseits organisiere eher Proteste gegen Öcalans Inhaftierung in der Türkei, als sich um die Belange der Kurden Syriens zu kümmern, so der Vorwurf. Dennoch wurde sie in den Gebieten Afrin und Ain al-Arab zur unter den Kurden vorherrschenden Partei.
Im Jahre 2004 wurden fünf Führungsfunktionäre der PYD im Nordirak ermordet, darunter Vorstandsmitglied Meysa Bakî (Deckname Şîlan Kobanî). Der aktuelle Parteivorsitzende Salih Muslim ist auch Mitglied im Hohen Kurdischen Komitee, einer Kommission zur Selbstverwaltung der kurdischen Gebiete in Syrien, bestehend aus dem Kurdischen Nationalrat und der PYD.
In Europa organisiert die PYD Protestveranstaltungen gegen Menschenrechtsverletzungen in Syrien. In Verlautbarungen der Partei ist auch von einer Europaorganisation der PYD die Rede.

## Rolle im syrischen Bürgerkrieg
Im Zuge des Arabischen Frühlings 2011 kam es ab März 2011 auch in Syrien zu Demonstrationen und Unruhen, die in den syrischen Bürgerkrieg mündeten. Die kurdischen Gebiete blieben größtenteils von den Kämpfen zwischen Freier Syrischer Armee (FSA) und den Streitkräften Syriens verschont. Die PYD organisierte dort lokale Räte sowie Selbstverteidigungseinheiten und eröffnete Kultur- und Sprachschulen. Obwohl es zuweilen zu Zusammenstößen zwischen PYD- und baathistischen Einheiten kam, wurden die kulturellen Aktivitäten der PYD kaum behindert. Ihre Gegner werten dies als Beweis für eine verdeckte Zusammenarbeit zwischen PYD und Baathisten, die PYD verweist auf die Schwächung der syrischen Staatsorgane. Zum Schutz dieser Gebiete gründete die PYD am 26. Oktober 2011 die Volksverteidigungseinheiten (YPG). Nach dem Abzug großer Teile des syrischen Militärs aus den kurdischen Gebieten zugunsten einer Mobilisierung gegen die FSA im Juli 2012 konnte die PYD mithilfe der YPG verschiedene kurdische Städte in Nordsyrien unter ihre Kontrolle bringen. Die YPG werden von der PYD als offizieller militärischer Arm des Hohen Kurdischen Komitee betrachtet. Der Gründung des Hohen Kurdischen Komitees vorangegangen waren wachsende Spannungen zwischen dem KNR und der PYD und die damit verbundene Absicht, eine gemeinsame Linie zu finden. Daraufhin trafen sich Vertreter syrisch-kurdischer Parteien im Juli 2012 unter der Schirmherrschaft Masud Barzanis im nordirakischen Arbil. Am Ende des Treffens einigten sich die Seiten darauf, nicht gegeneinander vorzugehen und das Hohe Kurdische Komitee zu gründen, um über die weitere Strategie der kurdischen Organisationen zu bestimmen.
Nach einer Konferenz Mitte November 2013 in Qamischli beschloss die PYD zusammen mit anderen Gruppierungen am 12. November, eine Übergangsverwaltung aufzustellen, um den durch den Krieg entstandenen Missständen in Verwaltung und Versorgung der Bevölkerung zu begegnen.

## Beziehungen zur Türkei
Die Türkei steht je nach Lesart einer Machtpräsenz der Kurden oder der PYD in Nordsyrien kritisch gegenüber. Sie lehnt eine kurdische Autonomie in Syrien ähnlich der Autonomen Region Kurdistan im Irak ab. Da die PYD seit Juli 2012 weite Teile der kurdischen Gebiete kontrolliert, erhöhte die Türkei im Herbst 2012 ihre Militärpräsenz im syrisch-türkischen Grenzgebiet. Das türkische Außenministerium gab an, es werde die Präsenz von „Terrorgruppen“, sei es die „PKK“ oder „al-Qaida“, entlang ihrer Grenze nicht dulden. Die PYD hingegen beschuldigt die Türkei, al-Qaida-nahe dschihadistische Rebellengruppen wie die al-Nusra-Front über die türkische Grenze in kurdisch-syrische Gebiete einsickern zu lassen, um die kurdischen Gebiete in Syrien zu destabilisieren.
Im Oktober 2012 drohte der türkische Premierminister Recep Tayyip Erdoğan damit, von der PYD kontrollierte Gebiete bombardieren zu lassen, wenn die PYD diese Gebiete der PKK für „terroristische Aktivitäten“ überlassen sollte. Der Parteivorsitzende der PYD, Salih Muslim, wiederholte Anfang Dezember 2012 indes seine Bereitschaft für „gute Beziehungen zur Türkei“. Der Vorsitzende der Nationalkoalition für Oppositions- und Revolutionskräfte Moas al-Chatib erklärte im März 2013, dass die Türkei sowie die PYD bereit seien, miteinander zu verhandeln, und er zwischen ihnen vermitteln könne. Im Juli 2013 reiste Salih Muslim schließlich auf Einladung des türkischen Außenministeriums in die Türkei und führte dort direkte Verhandlungen mit den türkischen Behörden.
Im Zusammenhang mit der Schlacht um Kobanê äußerte der türkische Präsident Recep Tayyip Erdoğan am 19. Oktober 2014, die PYD sei eine Terrororganisation wie die PKK.
Am 20. Januar 2018 begann die Türkei eine militärische Offensive gegen den von der PYD regierten Kanton Afrin. Am 18. März 2018 nahmen die Türkischen Streitkräfte zusammen mit der mit ihr verbündeten FSA Afrin ein.

## Beziehungen zur Autonomen Region Kurdistans
Am 16. Januar 2013 wurde von der Autonomen Region Kurdistans der Grenzübergang Faysh Kabur zwischen Rojava und der Autonomen Region Kurdistans eröffnet.
Im August 2015 mahnte der Barzani nahestehende kurdische Fernsehsender Rudaw Media Network von der PYD die Unterlassung von Einschränkungen der Pressefreiheit an, nachdem der Kanton Cizîrê diesem die Lizenz entzogen hatte.
In einem mit Al-Monitor geführten Interview vom 22. März 2016 kritisierte Masud Barzani, der Präsident der Autonomen Region Kurdistan im Nordirak, die PYD, weil sie seiner Ansicht nach erstens nicht wirklich Demokratie anstrebe und zweitens mit der PKK exakt ein und dieselbe Organisation sei, wodurch Waffenlieferungen der USA an die PYD eine Unterstützung der PKK bedeute.
Im Juni 2016 wurde der Grenzübergang zwischen der Autonomen Region Kurdistans und Rojava wiedereröffnet, nachdem er drei Monate geschlossen gewesen war.

## Menschenrechtsverletzungen
In ihren Hochburgen, insbesondere in Afrin, ging die PYD mit hoher Wahrscheinlichkeit gewaltsam gegen jugendliche Oppositionelle vor, die gegen Baschar al-Assad demonstrieren wollten. Die PYD gab Gewaltanwendung gegen Demonstranten in Afrin zu und begründete dies mit dem Zeigen einer türkischen Flagge durch arabische Demonstranten.
Auch soll der kurdische Politiker Maschaal Tammo von Attentätern der PYD im Jahr 2011 ermordet worden sein, weil er sich gegen das Assad-Regime ausgesprochen hatte. Zwar bestreitet die PYD jegliche Verbindungen zu diesem Mord, doch Indizien deuten darauf hin, dass Tammo vor seinem Tod mehrere Drohbriefe der PYD erhalten hatte. Schon zu Beginn des syrischen Bürgerkrieges wurde von Menschenrechtsverletzungen seitens der PYD berichtet.
Im Jahr 2013 wurde berichtet, dass die Asayish der PYD kurdische Oppositionelle bei einer Demonstration in Amude umgebracht hätten. Die PYD verteidigte sich damit, dass sie sich verteidigt habe. Sie sagte aus, dass ihre Mitglieder in einen Hinterhalt geraten seien, bei dem ein Asayish gestorben sei und zwei verwundet worden seien.
Im Juni 2014 veröffentlichte Human Rights Watch seinen Jahresbericht, wonach es massive Verletzungen der Menschenrechte durch die PYD gegeben habe. Hier werden vor allem unverhältnismäßige Gefängnisstrafen, unfaire Gerichtsverfahren und der Einsatz von Kindersoldaten erwähnt.
Weiterhin wurden Vorwürfe laut, dass die PYD kurdische Kinder entführt habe, um sie einer Schulung in ihrer Ideologie zu unterziehen und sie als Kämpfer einzusetzen. Eine spätere Untersuchung von Human Rigts Watch vom Juli 2015 ergab, dass die YPG die Verantwortlichen der Rekrutierung von Minderjährigen bestraft und die Minderjährigen entlassen oder in Non-Combat Units verlegt habe. Es wird auch von Verfolgung kurdischer politischer Gegner berichtet. So wurde zum Beispiel der kurdische Politiker Dersem Omar im Jahre 2013 unter Arrest gestellt. Zugleich stellte Human Rights Watch fest, dass die Menschenrechtsverletzungen der PYD und ihrer Sicherheitseinheiten weit weniger extrem und verbreitet seien als die der anderen Konfliktparteien.
Im Juli 2015 zündete sich ein Vater vor dem Parteibüro der PYD in Sulaimaniyya selbst an. Grund für diese drastische Protestaktion war der Vorwurf gegen die Mutterorganisation der PYD, die Arbeiterpartei Kurdistans, den 15-jährigen Sohn des Mannes illegal zum Guerillero rekrutiert zu haben.
Amnesty International warf der PYD vor, systematisch die nicht-kurdische Bevölkerung zu vertreiben. Dabei seien ganze Dörfer abgerissen und tausende Menschen vertrieben worden. Eine spätere Untersuchung der UN hingegen fand keine Beweise für systematische Vertreibungen von Seiten der PYD gegen die nicht-kurdische Bevölkerung.